# Dettelbach
Dettelbach (wym. MAF: [ˈdɛtl̩ˌbax], posłuchajⓘ) – miasto w Niemczech, w kraju związkowym Bawaria, w rejencji Dolna Frankonia, w regionie Würzburg, w powiecie Kitzingen. Leży ok. 7 km na północ od Kitzingen, nad Menem, przy autostradzie A3 i drodze B22.

## Dzielnice
W skład miasta wchodzą następujące dzielnice: Bibergau, Brück, Dettelbach-Bahnhof, Effeldorf, Euerfeld, Mainsondheim, Neuses am Berg, Neusetz, Schernau i Schnepfenbach.

## Zabytki i atrakcje
- Kościół parafialny pw. św. Augustyna
- kościół pielgrzymkowy
- późnogotycki ratusz
- Stare Miasto

## Miejscowości partnerskie
- Austria: Poysdorf (od 1986)
- Włochy: Rufina (od 2006)

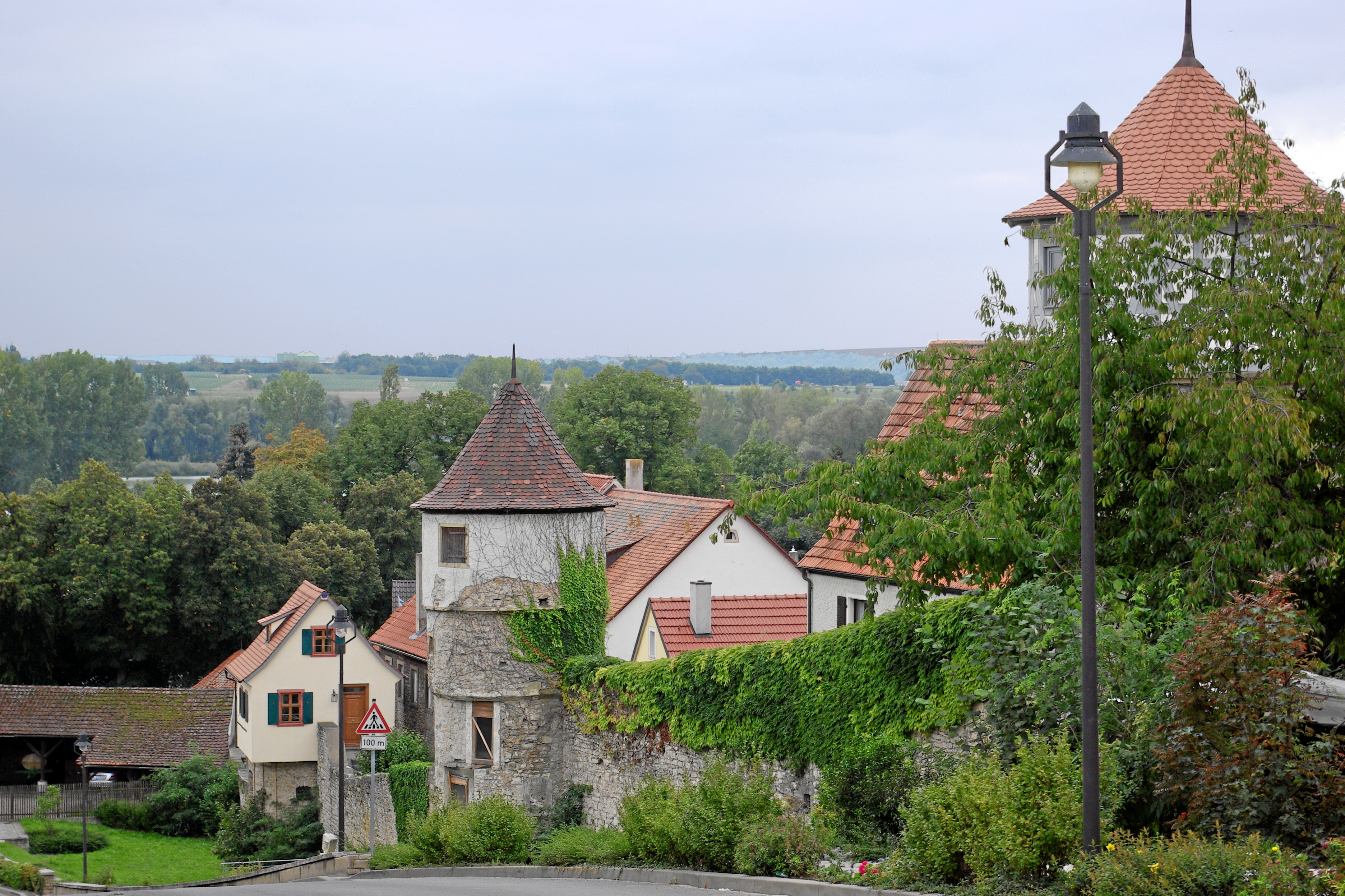
Pozostałości umocnień
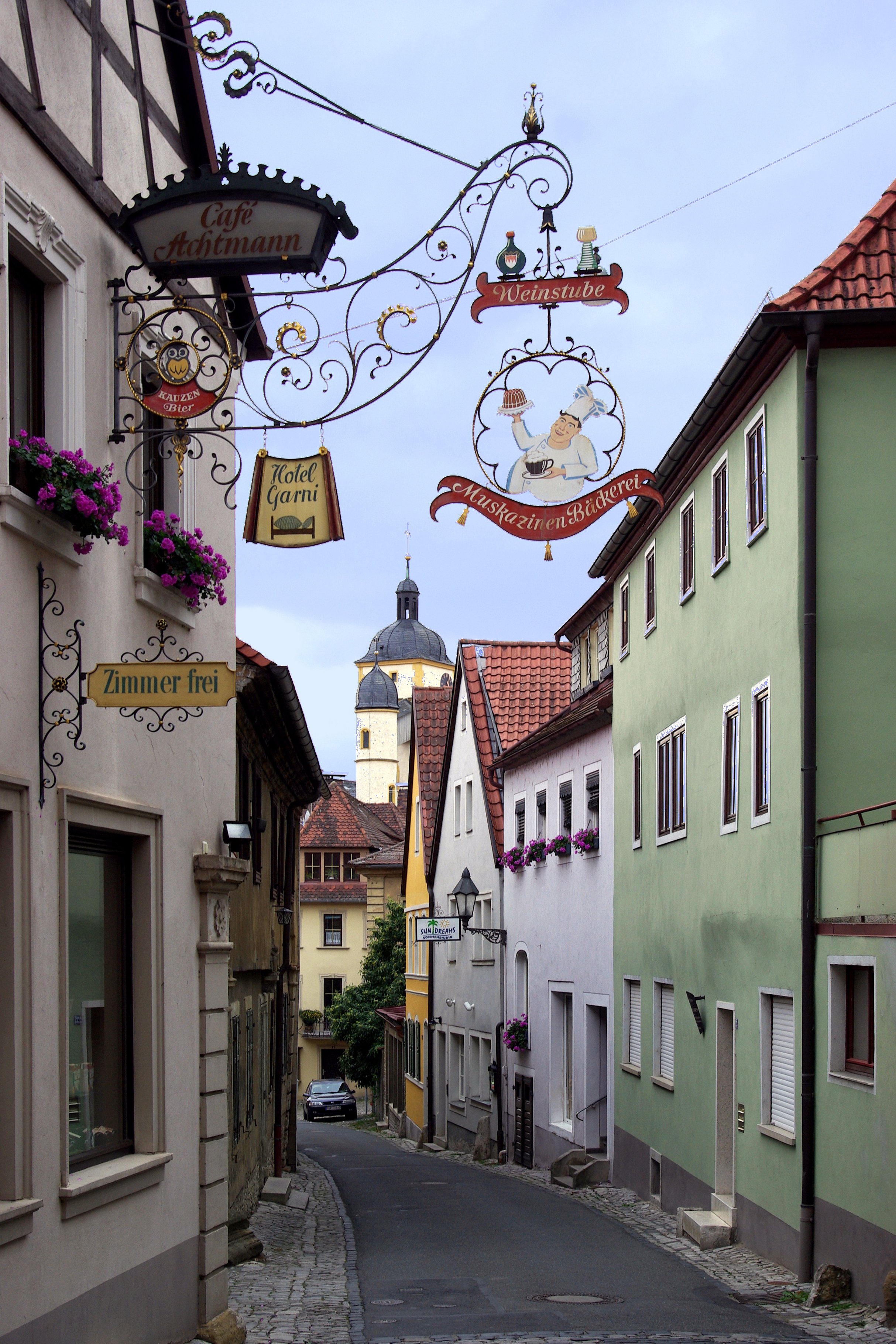
Ulica Falter
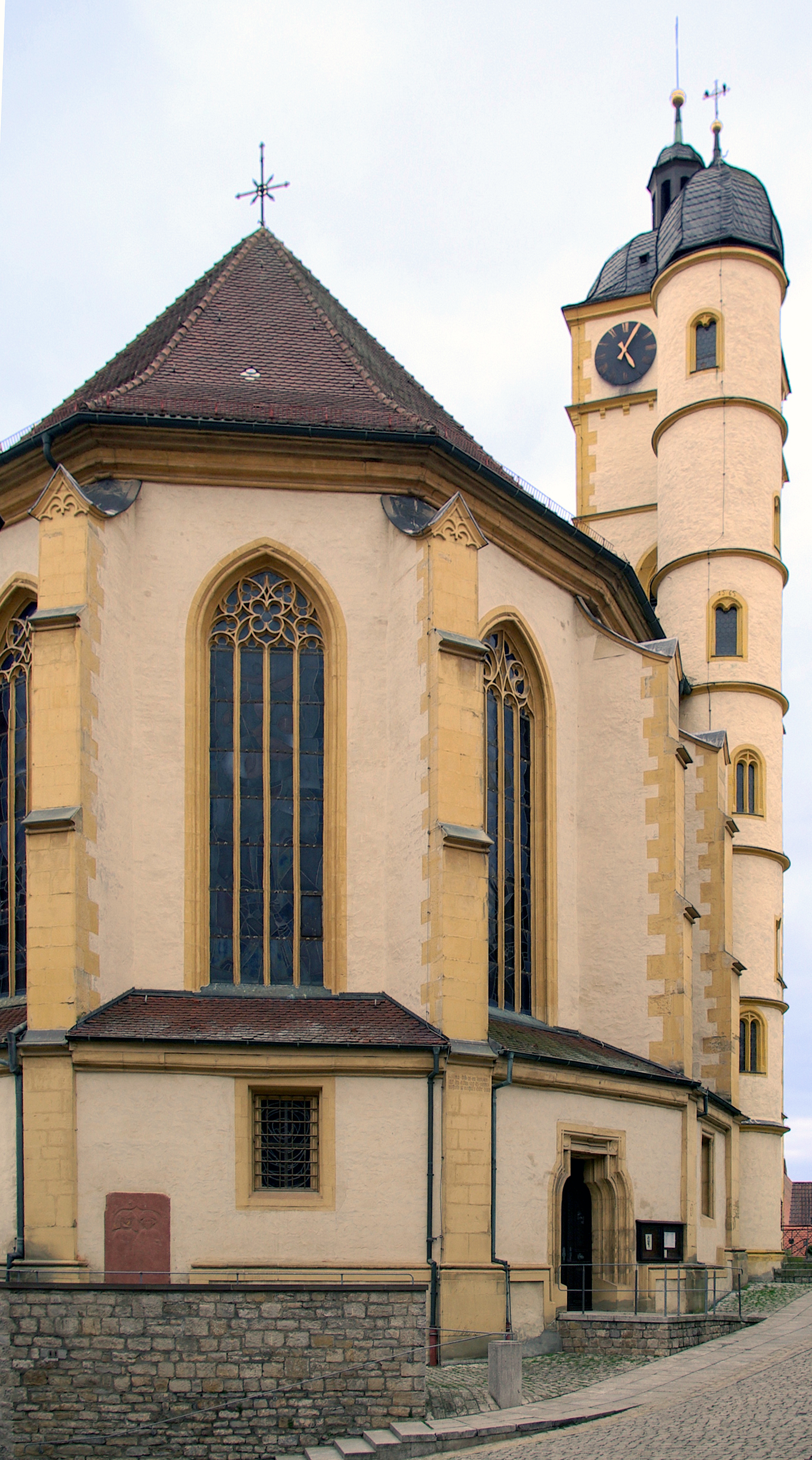
Kościół św. Augustyna (St. Augustinus)
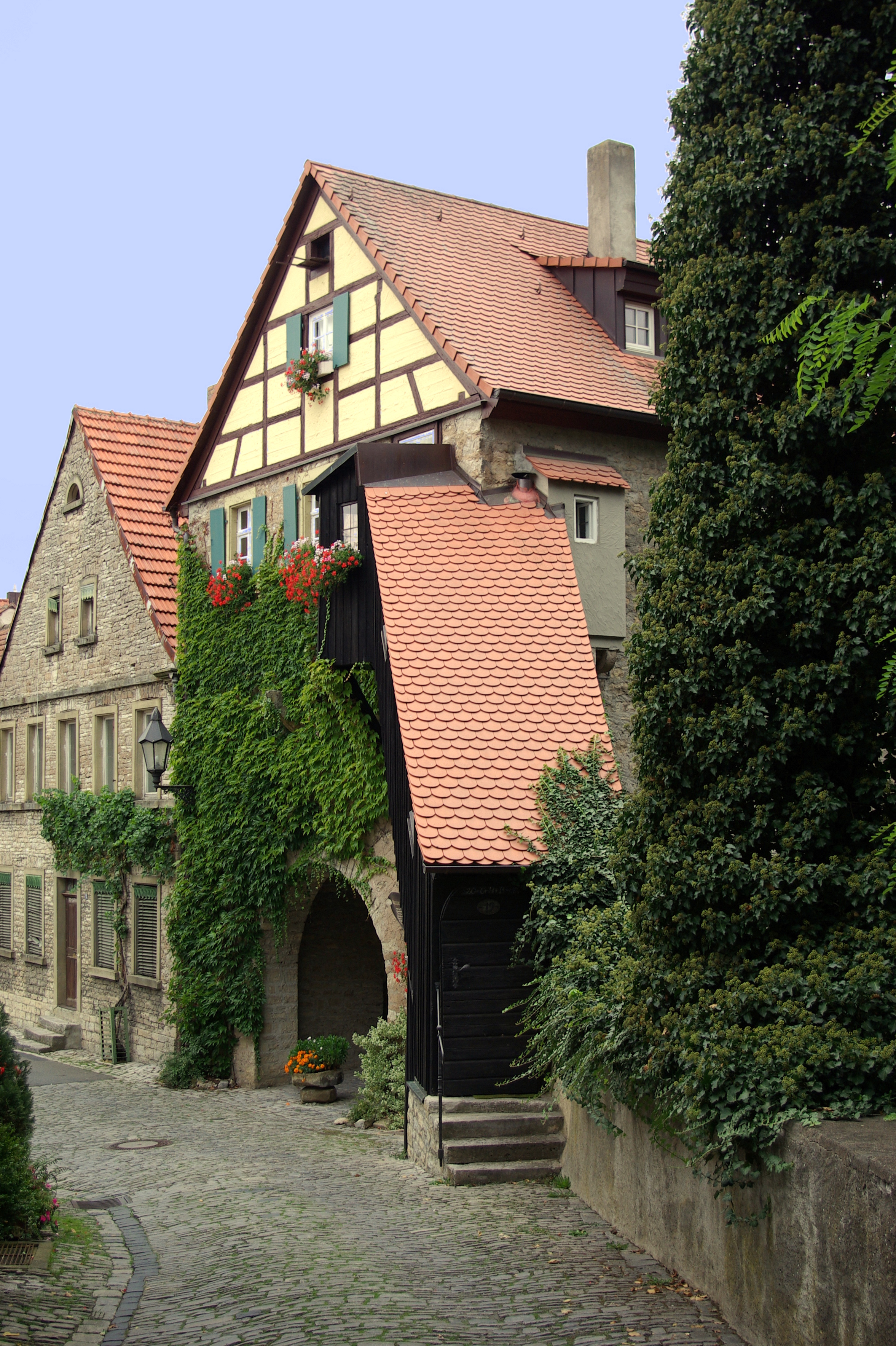
Brama Brücker
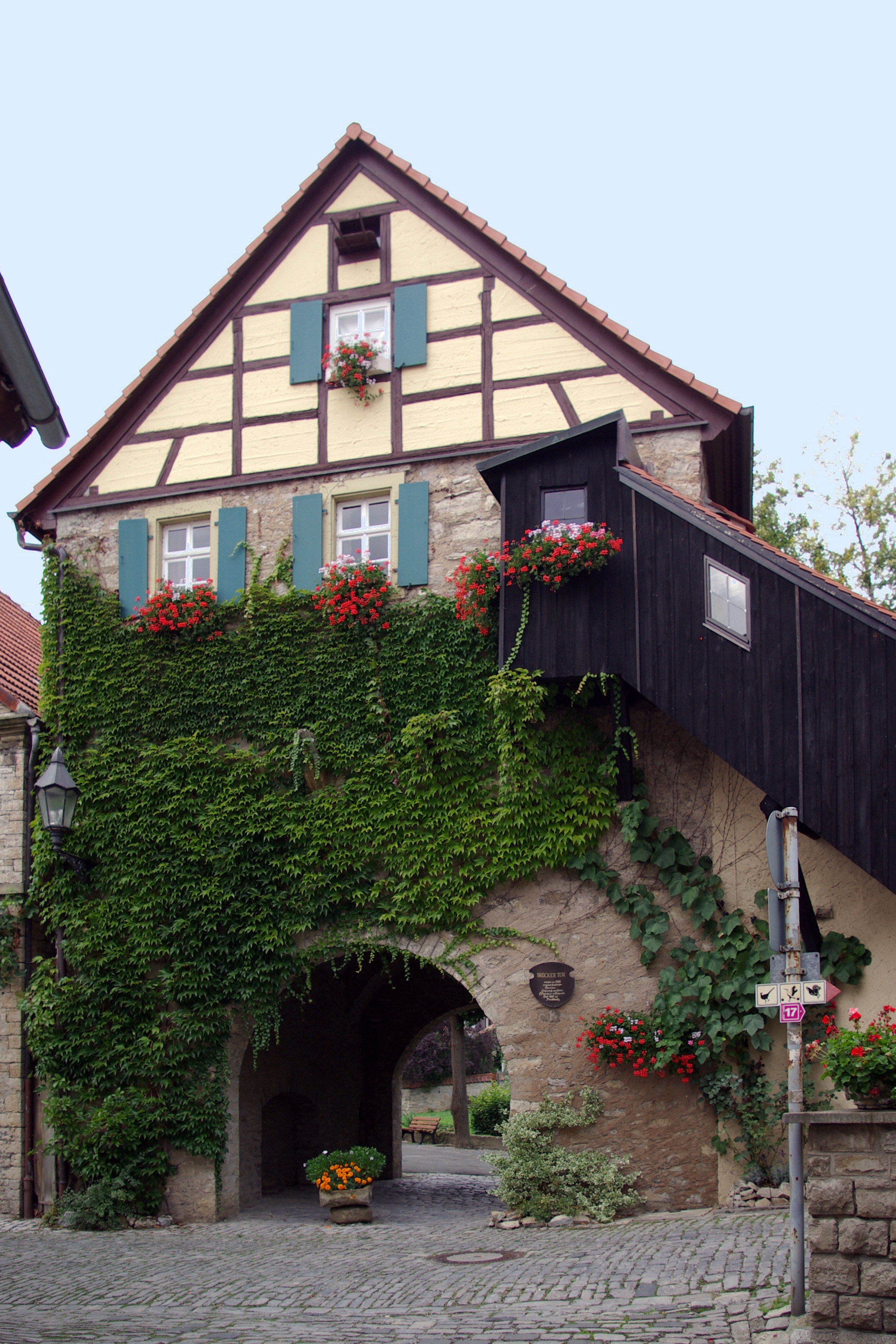
Brama Brücker
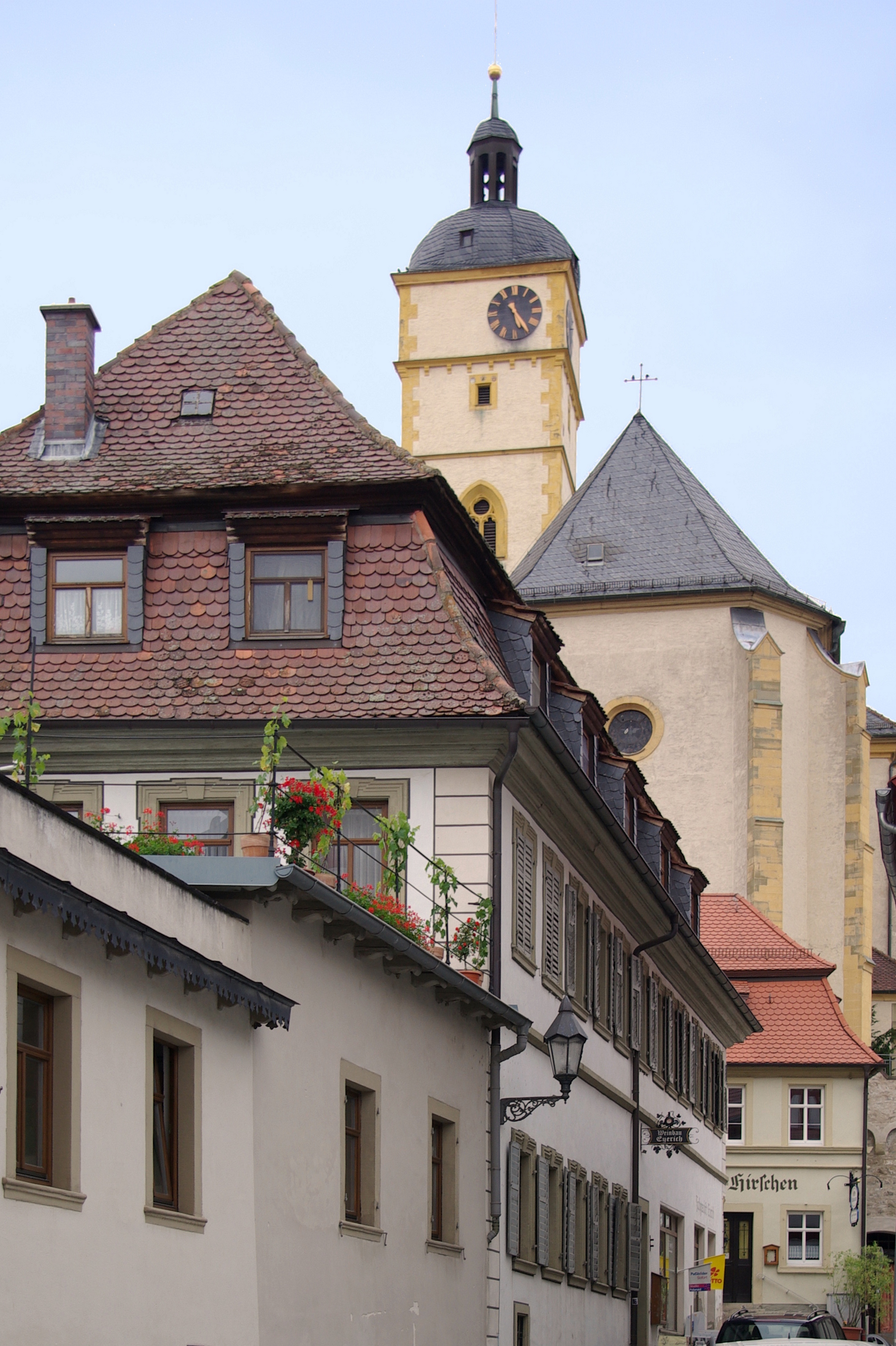
Kościół św. Augustyna (St. Augustinus)
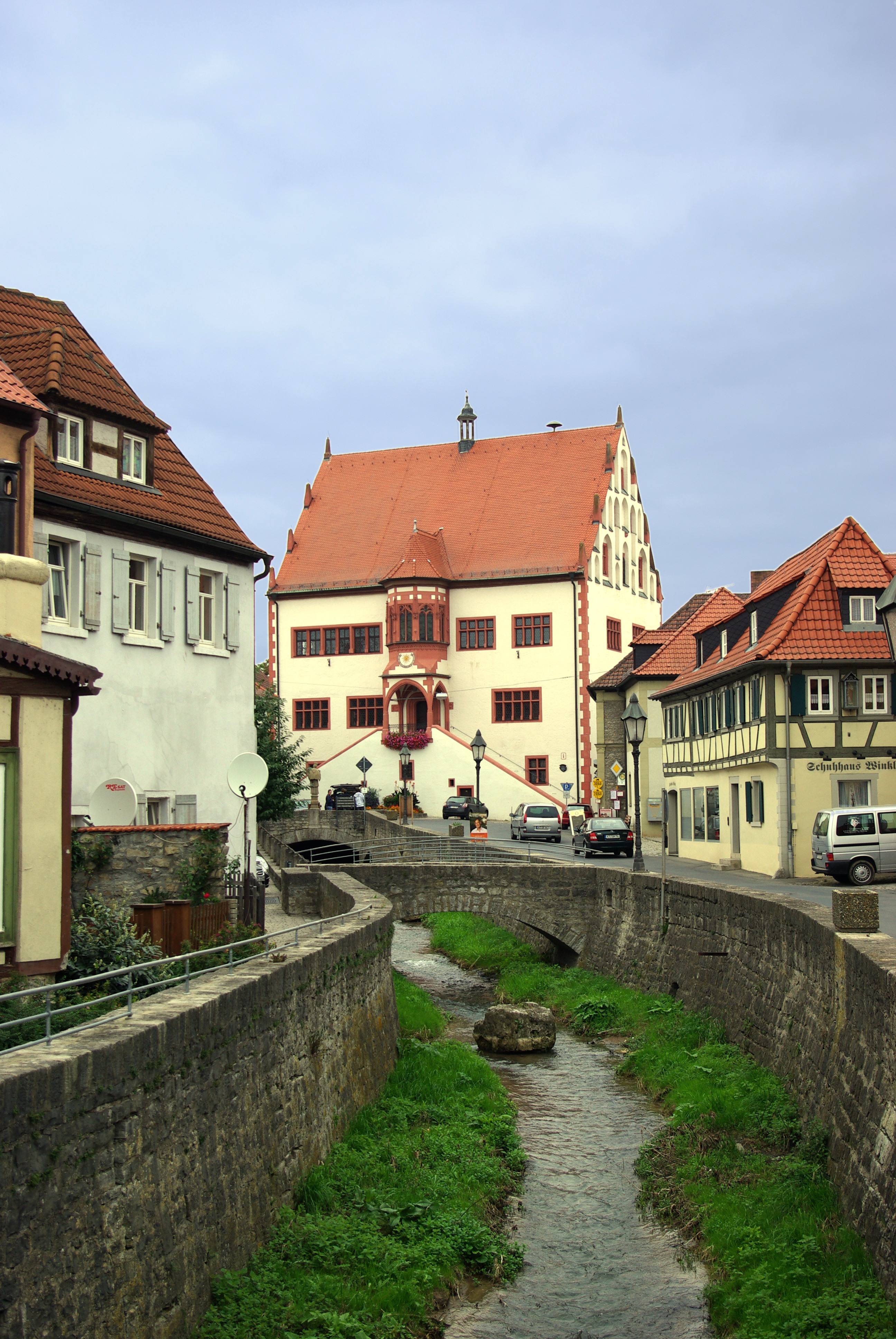
Ratusz
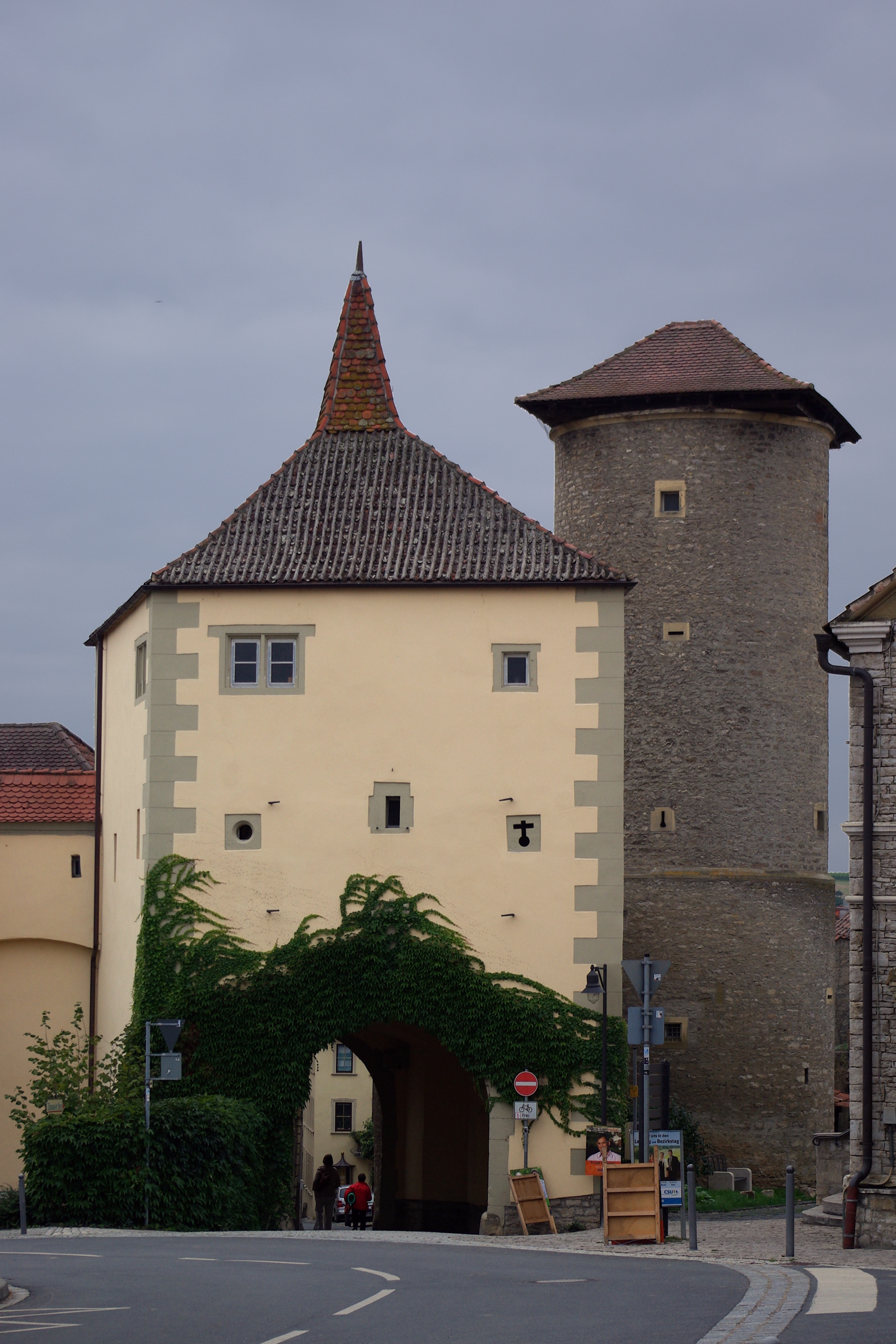
Brama Falter